# József Kovács (football)
Dans le nom hongrois Kovács József, le nom de famille précède le prénom, mais cet article utilise l’ordre habituel en français József Kovács, où le prénom précède le nom.
Pour les articles homonymes, voir József Kovács et Kovács.
József Kovács (né le 8 avril 1949 à Balatonlelle en Hongrie) est un joueur de football international hongrois, qui évoluait au poste de milieu de terrain.

## Biographie

### Carrière en sélection
Avec l'équipe de Hongrie, il joue 18 matchs (pour aucun but inscrit) entre 1971 et 1979. 
Il joue son premier match le 14 novembre 1971 contre Malte et son dernier le 26 octobre 1979 face aux États-Unis.
Il figure dans le groupe des sélectionnés lors de l'Euro de 1972 et dispute 4 matchs comptant pour les tours préliminaires de la coupe du monde 1974.
Il participe également aux Jeux olympiques de 1972. Il joue 3 matchs lors des Jeux olympiques.

## Palmarès
| \| Videoton FC - Championnat de Hongrie : - Vice-champion : 1975-76. \| \| Újpest FC - Coupe de Hongrie (2) : - Vainqueur : 1981-82 et 1982-83. \| |  | Hongrie - Jeux olympiques : - Argent : 1972.                         |
| Videoton FC - Championnat de Hongrie : - Vice-champion : 1975-76.                                                                                  |  | Újpest FC - Coupe de Hongrie (2) : - Vainqueur : 1981-82 et 1982-83. |